# Hôpital Toricella
L'Hôpital Toricella (italien Ospedale dei Santi Filippo e Jacopo ou Spedale della Torricella) était un hôpital de Florence. Il est d'abord documenté au début du 15e siècle et a été financé par la Compagnia di San Niccolò. Les moniales de San Miniato, s'y installent parfois entre 1500 et 1550, mais ont déménagé après l'inondation de 1557, déplaçant l'hôpital sur les moines de la Chartreuse de Galluzzo.